# Hans Neibig
Hans Paul Henri Neibig, född 25 september 1898 i Braunschweig Tyskland, död 2 oktober 1969 i Stockholm, var en tysk-svensk kompositör och cellist. Skrev under pseudonymerna Jean Rayon och Henry Stake. Han har skrivit musikstycket Rosa Canina (under pseudonymen Jean Rayon) till den svenska filmen "Vi tre", som hade premiär i Stockholm 19.10.1940.